# Emma Rigby
Emma Catherine Rigby (St Helens, 26 de setembro de 1989) é uma atriz inglesa.
É a atriz indicada ao "The British Soap Awards" e ao "National Television Awards" nos anos de 2007, 2008 e 2009, pelo personagem Hannah Ashworth na telenovela Hollyoaks, nas categorias melhor atriz, atriz mais popular, mulher mais sexy e melhor performance dramática. Ganhou o prêmio British Soap Awards em 2008 na categoria melhor atriz. Também foi indicada ao "TV Choice Awards" de 2012 na categoria de melhor atriz na série "Prisoners' Wives".
Também trabalhou em O Físico, The Counselor, Endless Love, Endeavour, Death in Paradise, entre outros trabalhos.
Em 2018, integrou o elenco da peça Witness for the Prosecution.